# Новопетровка (Бериславский район)
Новопетровка (укр. Новопетрівка) — село в Высокопольской поселковой общине Бериславского района Херсонской области Украины.
Почтовый индекс — 74040. Телефонный код — 5535.

## Население
Население по переписи 2001 года составляло 835 человек.

### Языковой состав
Родной язык населения по данным переписи 2001 года:
| Язык       | Численность, чел. | Доля     |
| ---------- | ----------------- | -------- |
| Украинский | 804               | 96,29 %  |
| Русский    | 30                | 3,59 %   |
| Другое     | 1                 | 0,12 %   |
| Итого      | 835               | 100,00 % |